# Ishikawa Yui
Ishikawa Yui (石川 由依 (Thạch Xuyên Do Y) sinh ngày 30 tháng 5 năm 1989) là một nữ diễn viên lồng tiếng và ca sĩ người Nhật Bản được đại diện bởi mitt management. Cô từng làm việc cho Sunaoka Office. Trước khi chính thức hoạt động với vai trò diễn viên lồng tiếng, Ishikawa Yui chủ yếu được biết đến qua các chuyên môn là múa ba lê cổ điển, nhảy jazz và nhảy thiết hài. Ngoài ra, cô cũng tham gia lồng tiếng cho các vở kịch phát thanh từ năm 2007.
Ishikawa Yui được biết đến rộng rãi qua các vai diễn Mikasa Ackerman trong Đại chiến Titan và Violet Evergarden trong Violet Evergarden. Cô cũng tham gia lồng tiếng cho các nhân vật Kousaka China trong Gundam Build Fighters, Haruno Sayuri trong Bonjour Sweet Love Patisserie, Shinjo Hinaki trong Aikatsu và YoRHa No.2 Type B (2B) trong NieR: Automata. Vào năm 2014, cô nhận được giải Nữ diễn viên phụ xuất sắc nhất cho vai diễn Mikasa trong Đại chiến Titan. Đến năm 2021, cô đoạt giải Nữ diễn viên chính xuất sắc nhất cho vai diễn cùng tên trong Violet Evergarden.
Ishikawa Yui cũng góp mặt trong các hội chợ anime trên khắp thế giới, bao gồm Sakura-Con ở Seattle, Madman Anime Festival ở Brisbane, Otakuthon ở Montréal và Japan Expo ở Paris.

## Tiểu sử
Ishikawa Yui sinh tại Hyōgo, Nhật Bản vào ngày 30 tháng 5 năm 1989. Cô bắt đầu sự nghiệp biểu diễn tại Himawari Theatre Group ở Osaka vào năm 6 tuổi và vẫn đang đi học. Tại đây, cô được chọn vào các vai diễn hằng năm do công ty kịch tổ chức. Kể từ khi chuyển đến Tokyo, cô tham gia vào các vai diễn tại lớp học âm nhạc và buổi biểu diễn chính.
Khi Ishikawa còn là học sinh tiểu học, cô tham gia hát và nhảy trong buổi biểu diễn trực tiếp "Dream Quest" do công ty Himawari tài trợ. Cô cũng góp vai trong nhiều vở nhạc kịch do công ty tổ chức trong những năm cấp hai. Vào tháng 9 năm 2005, khi đang học năm nhất trung học, cô chuyển đến công ty Sunaoka Office, trực thuộc Himawari Theatre Group.
Năm 2007, cô lần đầu xuất hiện với tư cách diễn viên lồng tiếng cho vai Dhianeila trong bộ phim hoạt hình truyền hình Heroic Age (ヒロイック・エイジ  Hiroikku Eiji).
Năm 2014, cô đoạt giải Nữ diễn viên phụ xuất sắc nhất tại Lễ trao giải Seiyū Awards lần thứ 8. Vào ngày 30 tháng 3, cô tổ chức talk show solo đầu tiên tại Khách sạn New Otani Osaka. Trang web chính thức của cô cũng được mở vào ngày 27 tháng 11.
Vào ngày 30 tháng 4 năm 2019, Ishikawa Yui tuyên bố cô đã rời khỏi Sunaoka Office sau 23 năm rưỡi được đại diện bởi công ty. Tiếp đó, đến ngày 10 tháng 5, Ishikawa Yui thông báo rằng cô đã gia nhập "mitt management" và mở tài khoản Twitter chính thức của mình.
Ngày 19 tháng 11 năm 2019, thông tin về dự án solo "UTA-KATA" của Ishikawa Yui được công bố. Dự án do Saito Shigeru trực thuộc Heart Company Co., Ltd. chỉ đạo. Từ ngày 11 tháng 1 năm 2020, 6 buổi biểu diễn của "Ishikawa Yui UTA-KATA Vol.1 ~ Dawn's Ginyu Poet ~" được tổ chức tại 3 thành phố. Các bài hát được thể hiện cùng với phần trình diễn piano của Itō Masumi và lời kể của Akatsuki Kana.
Ngày 5 tháng 5 năm 2020, một kẻ lạ mặt đã đăng hàng loạt bài viết và gửi nhiều tin nhắn đe dọa tính mạng Ishikawa Yui, công ty và cả gia đình cô. Ban quản lý công ty mitt management đã thu thập bằng chứng và báo cảnh sát. Người thanh niên đe dọa Ishikawa Yui đã bị bắt vào ngày 1 tháng 6 năm 2020.
Ishikawa Yui được trao giải "Nữ diễn viên chính xuất sắc nhất" tại Seiyū Awards lần thứ 15 vào ngày 6 tháng 3 năm 2021.
Ngày 30 tháng 5 năm 2021, nhân dịp sinh nhật lần thứ 32 của mình, Ishikawa Yui thông báo cô đã kết hôn với người bạn trai ngoài ngành giải trí.
Năm 2022, dự án solo thứ hai của Ishikawa Yui, "UTA-KATA Vol.2 ~The Girl Who Sells Songs~", được ra mắt. Cô tham gia 8 buổi biểu diễn tại 3 thành phố từ ngày 10 tháng 9 năm 2022.
Ngày 11 tháng 5 năm 2025, Ishikawa Yui thông báo cô đã hạ sinh con đầu lòng.

## Sự nghiệp lồng tiếng

### Phim truyền hình
| Năm       | Tựa đề                                                     | Vai diễn                     | Ghi chú                                                                                  | Chú thích            |
| --------- | ---------------------------------------------------------- | ---------------------------- | ---------------------------------------------------------------------------------------- | -------------------- |
| 2005      | Oden-kun ja:おでんくん                                     | Squid イカちゃん             |                                                                                          | [ 28 ]               |
| 2007      | Heroic Age                                                 | Dhianeila                    |                                                                                          | [ 29 ]               |
| 2008      | The Tower of Druaga: The Aegis of Uruk                     | Princess                     |                                                                                          | [ 28 ]               |
| 2009      | Darker than Black: Gemini of the Meteor                    | Tanya Akurou                 |                                                                                          | [ 28 ]               |
| 2013–2023 | Attack on Titan                                            | Mikasa Ackerman              | Ngoài ra cô cũng góp vai trong những tập phim anime tổng hợp và phần 4 của phim năm 2020 | [ 30 ] [ 31 ]        |
| 2013      | Pokémon Origins                                            | Reina                        |                                                                                          | [ 28 ] [ 32 ]        |
| 2013      | Gundam Build Fighters                                      | China Kousaka                | Also Try in 2014                                                                         | [ 28 ] [ 33 ]        |
| 2013      | Lupin III: Princess of the Breeze – Hidden City in the Sky | Yutika                       |                                                                                          | [ 28 ] [ 34 ]        |
| 2014      | Mushishi                                                   | Daughter                     |                                                                                          | [ 28 ] [ 35 ]        |
| 2014      | Yu-Gi-Oh! Arc-V                                            | Layra Akaba                  |                                                                                          | [ 28 ]               |
| 2014      | Aikatsu!                                                   | Hinaki Shinjō                | Mùa 3, 4                                                                                 | [ 28 ] [ 36 ]        |
| 2014      | Bonjour Sweet Love Patisserie                              | Sayuri Haruno                |                                                                                          | [ 37 ]               |
| 2015      | Fafner in the Azure: Exodus                                | Mimika Mikagami              | Also Late in 2015                                                                        | [ 28 ] [ 38 ] [ 39 ] |
| 2015      | Seraph of the End                                          | Shigure Yukimi               |                                                                                          | [ 40 ] [ 41 ]        |
| 2015      | Diabolik Lovers More, Blood                                | Kou (lúc nhỏ)                |                                                                                          | [ 28 ]               |
| 2015      | Attack on Titan: Junior High                               | Mikasa Ackerman              |                                                                                          | [ 28 ]               |
| 2016      | Ushio and Tora                                             | Kaori                        | Mùa 2 (tập 36)                                                                           | [ 42 ]               |
| 2016      | Qualidea Code                                              | Canaria Utara                |                                                                                          | [ 43 ] [ 44 ]        |
| 2016      | Girlish Number                                             | Koto Katakura                |                                                                                          | [ 45 ]               |
| 2017      | Eromanga Sensei                                            | Tomoe Takasago               |                                                                                          | [ 29 ]               |
| 2017      | Aikatsu Stars!                                             | Hinaki Shinjō                | Tập 69                                                                                   | [ 29 ]               |
| 2018      | Fate/Extra Last Encore                                     | Hakuno Kishinami (nữ)        |                                                                                          | [ 46 ]               |
| 2018      | Violet Evergarden                                          | Violet Evergarden            | Tập đầu được công chiếu tại Anime Expo vào tháng 7 năm 2017                              | [ 47 ]               |
| 2018      | Devils' Line                                               | Tsukasa Taira                |                                                                                          | [ 48 ]               |
| 2018      | Cells at Work!                                             | Rookie Red Blood Cell        |                                                                                          | [ 49 ]               |
| 2019      | Kemono Friends 2                                           | Kyururu                      |                                                                                          | [ 50 ]               |
| 2019      | Azur Lane                                                  | Enterprise                   |                                                                                          | [ 51 ]               |
| 2019      | Aikatsu on Parade!                                         | Hinaki Shinjō                |                                                                                          |                      |
| 2019      | Assassins Pride                                            | Elise Angel                  |                                                                                          | [ 52 ]               |
| 2020      | Smile Down the Runway                                      | Honoka Tsumura               |                                                                                          | [ 53 ]               |
| 2020      | Iwa-Kakeru! -Sport Climbing Girls-                         | Jun Uehara                   |                                                                                          | [ 54 ]               |
| 2020      | Kami-sama ni Natta Hi                                      | Kyōko Izanami                |                                                                                          | [ 55 ]               |
| 2020      | Pokémon: Twilight Wings                                    | Marnie/Klara                 |                                                                                          | [ 56 ]               |
| 2021      | Dragon Quest: Cuộc phiêu lưu của Dai                       | Amy                          |                                                                                          | [ 57 ]               |
| 2021      | Ex-Arm                                                     | Alisa Himegami               |                                                                                          | [ 58 ]               |
| 2021      | Tropical-Rouge! Pretty Cure                                | Minori Ichinose/Cure Papaya  |                                                                                          | [ 59 ]               |
| 2021      | Farewell, My Dear Cramer                                   | Haruna Itō                   |                                                                                          | [ 60 ]               |
| 2021–2023 | The Saint's Magic Power Is Omnipotent                      | Sei Takanashi                | Cũng trong season 2                                                                      | [ 61 ] [ 62 ]        |
| 2021      | Battle Athletes Victory ReSTART!                           | Eva Garenstein               |                                                                                          | [ 63 ]               |
| 2021      | Aikatsu Planet!                                            | Haute Couture Mirror         |                                                                                          |                      |
| 2021      | How a Realist Hero Rebuilt the Kingdom                     | Jeanne Euphoria              |                                                                                          | [ 64 ]               |
| 2021      | That Time I Got Reincarnated as a Slime                    | Kagali                       | Mùa 2                                                                                    |                      |
| 2021      | Cát trắng Aquatope                                         | Chiyu Haebara                |                                                                                          | [ 65 ]               |
| 2021      | Amaim Warrior at the Borderline                            | I-LeS Kai                    |                                                                                          |                      |
| 2022      | Police in a Pod                                            | Seiko Fuji                   |                                                                                          | [ 66 ]               |
| 2022      | Platinum End                                               | Manami Yumiki                |                                                                                          | [ 67 ]               |
| 2022      | Akebi-chan no Sailor-fuku                                  | Riri Minakami                |                                                                                          | [ 68 ]               |
| 2022      | Black Rock Shooter: Dawn Fall                              | Empress (Black Rock Shooter) |                                                                                          | [ 69 ]               |
| 2022      | Arknights: Prelude to Dawn                                 | Liskarm                      |                                                                                          | [ 70 ]               |
| 2023      | Kōri Zokusei Danshi to Cool na Dōryō Joshi                 | Fuyutsuki-san                |                                                                                          | [ 71 ]               |
| 2023      | Nier: Automata Ver1.1a                                     | YoRHa No. 2 Type B (2B)      |                                                                                          | [ 72 ]               |
| 2023      | Alice Gear Aegis Expansion                                 | Fumika Momoshina             |                                                                                          | [ 73 ]               |
| 2023      | The Masterful Cat Is Depressed Again Today                 | Saku Fukuzawa                |                                                                                          | [ 74 ]               |
| 2023      | The Demon Sword Master of Excalibur Academy                | Riselia                      |                                                                                          | [ 75 ]               |
| 2023      | Undead Unluck                                              | Mui                          |                                                                                          | [ 76 ]               |
| 2023      | The Apothecary Diaries                                     | Lihua                        |                                                                                          | [ 77 ]               |
| 2024      | Doctor Elise                                               | Elise                        |                                                                                          | [ 78 ]               |
| 2024      | Viral Hit                                                  | Kaho Asamiya                 |                                                                                          | [ 79 ]               |
| 2024      | Tonbo!                                                     | Hinoki Otoha                 | Mùa 2                                                                                    | [ 80 ]               |
| 2025      | Guilty Gear Strive: Dual Rulers                            | Unika                        |                                                                                          | [ 81 ]               |

### OVA
| Năm  | Tựa đề                                                               | Vai diễn         | Ghi chú | Nguồn  |
| ---- | -------------------------------------------------------------------- | ---------------- | ------- | ------ |
| 2013 | Attack on Titan: Ilse's Notebook                                     | Mikasa Ackerman  |         |        |
| 2021 | Alice Gear Aegis: Heart Pounding! Actress Packed Mermaid Grand Prix! | Fumika Momoshina |         | [ 82 ] |

### ONA
| Năm  | Tiêu đề                                                                | Vai     | Chú thích | Nguồn  |
| ---- | ---------------------------------------------------------------------- | ------- | --------- | ------ |
| 2023 | Onmyōji                                                                | Tsuyuko |           | [ 83 ] |
| 2024 | A Herbivorous Dragon of 5,000 Years Gets Unfairly Villainized Season 2 | Vanessa |           | [ 84 ] |

### Phim chiếu rạp
| Năm  | Tiêu đề                                                                           | Vai                         | Chú thích | Nguồn         |
| ---- | --------------------------------------------------------------------------------- | --------------------------- | --------- | ------------- |
| 2012 | Nerawareta Gakuen                                                                 | Haruka Soga                 |           | [ 28 ]        |
| 2015 | Aikatsu! Music Awards – The Show Where Everyone Gets an Award!                    | Hinaki Shinjō               |           | [ 28 ]        |
| 2016 | Aikatsu! The Targeted Magical Aikatsu Card                                        | Hinaki Shinjō               |           | [ 28 ]        |
| 2016 | A Silent Voice                                                                    | Miyoko Sahara               |           | [ 28 ] [ 85 ] |
| 2019 | Violet Evergarden: Eternity and the Auto Memory Doll                              | Violet Evergarden           |           | [ 86 ]        |
| 2019 | Kimi dake ni Motetainda                                                           | Sakiko "Horiko" Horinomiya  |           | [ 87 ]        |
| 2020 | Violet Evergarden: The Movie                                                      | Violet Evergarden           |           | [ 88 ]        |
| 2021 | Mobile Suit Gundam: Hathaway's Flash                                              | Emerelda Zubin              |           | [ 89 ]        |
| 2021 | Tropical-Rouge! Pretty Cure the Movie: The Snow Princess and the Miraculous Ring! | Minori Ichinose/Cure Papaya |           |               |
| 2022 | Tongari Head Gonta: The Story of a Fukushima Disaster Dog Who Lived Two Names     | MC                          |           |               |
| 2024 | Zegapain STA                                                                      | Basufōta                    |           | [ 90 ]        |

### Radio và drama CD
| Năm  | Tiêu đề | Vai                                  | Chú thích | Nguồn  |
| ---- | --- | ------------------------------------ | --------- | ------ |
| 2002 | Shocking しゃばけ | Ca sĩ 鳴家                           | Radio     | [ 28 ] |
| 2004 | Shabba 2 しゃばけ2 | Ca sĩ 鳴家                           | Radio     | [ 28 ] |
| 2006 | Wind mystery papers 風神秘抄 | Kaisei 糸世                          | Radio     | [ 28 ] |
| 2009 | Aquarian Age 10th Anniversary Drama CD 2 – If my family is prosperous, let's get out of my skin. ~ アクエリアンエイジ10thアニバーサリードラマCD2 ～我が種族の繁栄の為なら、ひと肌脱ごう。～ | Rosso ロッソ                         | CD（A）   | [ 28 ] |
| 2011 | Snow princess Tono Osashima labyrinth 雪姫 遠野おしらさま迷宮 | Hoshi Miyano 宮乃ホシ                | Radio     | [ 28 ] |
| 2011 | Desert Diva 砂漠の歌姫 | Yun ユン                             | Radio     | [ 28 ] |
| 2012 | Echo Island is a devil 月蝕島の魔物 | Maple Cornway メイプル・コーンウェイ | Radio     | [ 28 ] |
| 2013 | Skull castle bride 髑髏城の花嫁 | Maple メイプル                       | Radio     | [ 28 ] |
| 2013 | Christmas carol クリスマス・キャロル | Martha マーサ                        | Radio     | [ 28 ] |
| 2014 | Together with Symphonic Poetry Jean – only one migratory bird ~ 交響詩 ジーンとともに～たった一羽の渡り鳥～                                                                                 | Chick ヒナ                           | Radio     | [ 28 ] |
| 2013 | Attack on Titan | Mikasa Ackerman                      | Drama CD  | [ 91 ] |

### Lồng tiếng nước ngoài
| Tiêu đề                        | Vai           | Lồng tiếng Nhật lại cho | Chú thích |
| ------------------------------ | ------------- | ----------------------- | --------- |
| Jurassic World: Fallen Kingdom | Zia Rodriguez | Daniella Pineda         | [ 92 ]    |
| Jurassic World Dominion        | Zia Rodriguez | Daniella Pineda         | [ 93 ]    |
| Mortal Engines                 | Hester Shaw   | Hera Hilmar             | [ 94 ]    |

### Trò chơi điện tử
| Năm  | Trò chơi                                          | Vai                                                         | Chú thích                                             | Nguồn           |
| ---- | ------------------------------------------------- | ----------------------------------------------------------- | ----------------------------------------------------- | --------------- |
| 2014 | Granblue Fantasy                                  | Rosamia                                                     |                                                       | [ 95 ]          |
| 2014 | Sword Art Online: Hollow Fragment                 | Philia                                                      |                                                       | [ 28 ] [ 96 ]   |
| 2015 | Sword Art Online: Lost Song                       | Philia                                                      | PS3 và nền tảng khác                                  | [ 28 ] [ 97 ]   |
| 2015 | Seraph of the End                                 | Shigure Yukimi                                              |                                                       | [ 28 ]          |
| 2016 | Attack on Titan                                   | Mikasa Ackerman                                             | PS3 và nền tảng khác                                  | [ 28 ]          |
| 2016 | Girls' Frontline                                  | Gager, Fedorov                                              | iOS, Android                                          |                 |
| 2016 | Recolove ja:レコラヴ                              | Rinze Himeragi 妃月凜世                                     | Blue Ocean and Gold Beach                             | [ 28 ]          |
| 2016 | Sword Art Online: Hollow Realization              | Philia                                                      |                                                       | [ 28 ]          |
| 2017 | Nier: Automata                                    | YoRHa No.2 Type B (2B)                                      |                                                       | [ 98 ]          |
| 2017 | Azur Lane                                         | USS Enterprise (CV-6), Little Enterprise                    |                                                       | [ 99 ]          |
| 2017 | SINoALICE                                         | YoRHa No.2 Type B (2B)                                      | Trong sự kiện collab giữa SINoALICE và Nier: Automata |                 |
| 2018 | Alice Gear Aegis                                  | Fumika Momoshina                                            |                                                       | [ 100 ]         |
| 2018 | Fate/Extella Link                                 | Hakuno Kishinami (Female)                                   |                                                       |                 |
| 2018 | Another Eden                                      | Isuka                                                       |                                                       |                 |
| 2018 | Dragalia Lost                                     | Regina                                                      |                                                       |                 |
| 2018 | Sdorica                                           | Tindoiimu                                                   |                                                       | [ 101 ]         |
| 2018 | Soulcalibur VI                                    | YoRHa No.2 Type B (2B)                                      | Nhân vật khách mời                                    | [ 102 ]         |
| 2019 | Punishing: Gray Raven                             | Lucia, Alpha, YoRHa No.2 Type B (2B)                        |                                                       |                 |
| 2019 | Gunvolt Chronicles: Luminous Avenger iX           | Blade                                                       |                                                       | [ 103 ]         |
| 2019 | Bright Memory                                     | Shelia                                                      | Lồng tiếng Nhật                                       | [ 104 ]         |
| 2019 | Sakura Wars                                       | Kaoru Rindo                                                 |                                                       | [ 105 ]         |
| 2020 | Arknights                                         | Liskarm, Nightingale                                        |                                                       | [ 106 ] [ 107 ] |
| 2020 | Samurai Shodown                                   | Mina Majikina                                               | Nhân vật trong DLC                                    | [ 108 ]         |
| 2020 | Digimon ReArise                                   | Mon                                                         | Season 2                                              | [ 109 ]         |
| 2020 | Tales of Crestoria                                | Misella                                                     | Nhân vật chính                                        | [ 110 ]         |
| 2020 | ALTDEUS: Beyond Chronos                           | Anima                                                       |                                                       | [ 111 ]         |
| 2021 | Fate/Grand Order                                  | Morgan, Aesc the Savior                                     |                                                       | [ 112 ]         |
| 2021 | Alchemy Stars                                     | Ms. Blanc, Sharona, Ms. Blanc: Pura Cordis                  |                                                       | [ 112 ]         |
| 2021 | Kanda Alice mo Suiri Suru.                        | Houju Sawaragi                                              |                                                       | [ 113 ]         |
| 2021 | The Legend of Heroes: Trails Through Daybreak     | Risette Twinnings                                           |                                                       | [ 114 ]         |
| 2021 | Identity V                                        | Geisha [Michiko]                                            | Người dẫn chuyện; lồng tiếng Nhật                     | [ 115 ]         |
| 2022 | Octopath Traveler: Champions of the Continent     | YoRHa No.2 Type B (2B)                                      | iOS, Android                                          | [ 116 ]         |
| 2022 | Naraka: Bladepoint                                | Justina Gu                                                  | PC, Xbox, PS4, PS5                                    |                 |
| 2022 | Guardian Tales                                    | Little Android AA72, Android Mk.99, Autonomous Android Mk.2 |                                                       |                 |
| 2022 | Tower of Fantasy                                  | Meryl                                                       | iOS, Android, PC, PS4, PS5                            |                 |
| 2022 | Monster Hunter Rise Sunbreak                      | Fiorayne                                                    | Expansion Pack                                        |                 |
| 2022 | Fairy Fencer F: Refrain Chord                     | Songstress Fleur                                            | PS4, PS5, Switch                                      | [ 117 ]         |
| 2022 | The Legend of Heroes: Trails Through Daybreak II  | Risette Twinings                                            | PS4, PS5                                              | [ 118 ]         |
| 2022 | Goddess of Victory: Nikke                         | Rapi, YoRHa No.2 Type B (2B)                                | Lồng tiếng Nhật                                       | [ 119 ]         |
| 2023 | Blue Archive                                      | Toki Asuma                                                  |                                                       | [ 120 ]         |
| 2023 | Master Detective Archives: Rain Code              | Halara Nightmare                                            |                                                       | [ 121 ]         |
| 2023 | Synduality                                        | Ada                                                         | PS5, Xbox Series X/S, PC                              | [ 122 ]         |
| 2023 | Honkai: Star Rail                                 | Stelle (Nhân vật nữ chính)                                  | iOS, Android, PC, PS4, PS5                            | [ 123 ]         |
| 2023 | Genshin Impact                                    | Clorinde                                                    | iOS, Android, PC, PS4, PS5                            | [ 124 ]         |
| 2023 | Wizardry Variants Daphne                          | Pulgritte                                                   |                                                       | [ 125 ]         |
| 2023 | Path To Nowhere                                   | Rahu                                                        | iOS, Android                                          | [ 126 ]         |
| 2023 | Naruto x Boruto: Ultimate Ninja Storm Connections | Nanashi Uchiha                                              |                                                       |                 |
| 2024 | Granblue Fantasy Versus: Rising                   | YoRHa No.2 Type B (2B)                                      |                                                       | [ 127 ]         |
| 2024 | Wuthering Waves                                   | Yangyang                                                    | iOS, Android, PC                                      | [ 128 ]         |
| 2024 | Rise of the Rōnin                                 | Nhân vật nữ chính/Blade Twin                                | PS5                                                   | [ 129 ]         |
| 2024 | The Seven Deadly Sins: Grand Cross                | Salos                                                       | iOS, Android                                          |                 |

## Sự nghiệp diễn xuất

### Sân khấu kịch
- ムーンライトチルドレン (2003)
- ストレンジャー・フォー・クリスマス (2003) - vai Irene
- あしたのあたしかなたのあなた (2003) - vai Fubuki
- Anne tóc đỏ dưới chái nhà xanh do Himawari Theatre Group tổ chức kỷ niệm 50 năm thành lập công ty (2003) - vai Anne Shirley
- コルチャック先生 (2003 tại Nhà hát công cộng Setagaya) - vai Natalka
- Không gia đình (2004) - vai Arthur
- Nhạc kịch Không gia đình (2004, do Kurita Yoshihiro làm đạo diễn) - vai Arthur
- ミュージカル 空色勾玉 (2004) - Nhân vật chính Saya
- Nhạc kịch Khu vườn bí mật (2005) - Nhân vật chính Mary
- 森は生きている (2006) - linh hồn của Tháng Ba
- 森は生きている (2007) - Con gái nhân vật chính
- 銀河鉄道の夜 (2008) - vai Giovanni và một số vai khác
- 森は生きている (2009)
- 豊島区吹奏楽団 Spring Concert 2010〜 (2010)
- 『楽屋』-流れ去るものはやがてなつかしき (2010)
- Anne tóc đỏ dưới chái nhà xanh do Himawari Theatre Group tổ chức kỷ niệm 60 năm thành lập công ty (2011) - vai Marilla
- 『ピースリーディング Vol.14』 (2011)
- 土御門大路〜陰陽師・安倍晴明と貴船の女（能・鉄輪より）(2012) - Vai Shirabyoshi
- 祈り2012 〜つめたいよるに〜 (2012)
- Đằng Sau Dòng Chảy (tên gốc: Soukyuu no Fafner) (2012) - vai Seri Tachigami
- 音楽劇 瀧廉太郎の友人、と知人とその他諸々 (2014) - vai Fuku
- Trùng sư (tên gốc: Mushishi) (2015) - vai Hanamaze, Miki[a][b].
- 声の優れた俳優によるドラマリーディング 日本文学名作選 第二弾「三四郎／門」(30/11/2016 - 09/12/2016 tại TOKYO FM HALL)
- Kịch đọc "Âm Dương Sư" ~Fuji, Koiseba Edition~ (Biểu diễn từ ngày 19 - 23 tháng 7 năm 2017)
- 砂岡事務所プロデュース リーディング公演『独立記念日』 (12-13/08/2017)
- 声の優れた俳優によるドラマリーディング 日本文学名作選 vol.5「銀河鉄道の夜」 (18/10/2017)
- 砂岡事務所プロデュース リーディング公演『独立記念日 Vol.2』 (04/02/2018)
- Nhạc kịch phiên bản 1.2 của NieR: Automata (9-13/02/2018) - vai 2B
- Vở nhạc kịch Uổng công vô ích vì tình yêu (tên gốc: Love's Labour's Lost) do Sunaoka Office sản xuất (17 - 25/11/2018) - vai công chúa
- 恋を読む「ぼくは明日、昨日のきみとデートする」 (16/03/2019)
- リーディングシアター「ダークアリス」 (02/06/2019)
- リーディングシアターVol.1 RAMPO in the DARK (10-24/07/2020) [130]
- SCORE!! 〜Musical High School〜 (24-25/07/2021) [131]
- アマネ†ギムナジウム オンステージ (22 tháng 4 năm 2022 - 15 tháng 5 năm 2022) - Amane Miyakata (lồng tiếng)
- NieR:Automata FAN FESTIVAL 12022 壊レタ五年間ノ声 (25-26/11/2022)
- Kịch Kingdom (キングダム  Kingudamu?). (05 - 27/2/2023) - vai Shika (W-cast)
- Nhạc kịch Mộ đom đóm do Trung tâm Biểu diễn Nghệ thuật Hyogo tổ chức (17 tháng 9 năm 2023) - Vai Setsuko (diễn sân khấu)
- 第45回世界遺産劇場 目で、耳で、心で― 嚴島神社で夢現のひととき 声優朗読劇 (20 - 21/10/2023) [132]
- リーディングステージ「東京クロノス 渋谷隔絶」（2024年3月30日 (ngày 30/03/2024) - vai Kamiya Hiraka [133]

### Phim điện ảnh
- 『Green Flash』（グリーンフラッシュ）(2015, đạo diễn Kimura Yuka)
- 東京流氷〜COOL IT DOWN〜 (2022, lồng tiếng cho Snow)

### Dự án soloUTA-KATA
- "UTA-KATA Vol.1 〜 Yoake no Ginyūshijin 〜" (11 tháng 1, 15 tháng 2, 23 tháng 2 năm 2020, 6 buổi biểu diễn tại 3 thành phố)[134]
- "UTA-KATA Vol.2 〜 Utauri no Shoujo 〜" (10-11 tháng 9, 17 tháng 9, 25 tháng 9 và 27 tháng 11 năm 2022, 8 buổi biểu diễn tại 3 thành phố) [135]

## Đĩa nhạc

### Đĩa đơn
- 16 tháng 7 năm 2021: ルシフェルの罪と罰 (Nhạc dạo đầu của phim Green Flash)[136]

### Album
- 21 tháng 10 năm 2020: "Letters and Doll 〜Looking back on the memories of Violet Evergarden〜" (tên gốc: アニメ『ヴァイオレット・エヴァーガーデン』ボーカルアルバム) (các ca khúc trong bộ phim Violet Evergarden)[137][138]
- 13 tháng 1 năm 2021: UTA-KATA 旋律集 Vol.1 〜夜明けの吟遊詩人〜[139]

## Giải thưởng và đề cử
| Năm  | Giải thưởng                                                              | Kết quả   |
| ---- | ------------------------------------------------------------------------ | --------- |
| 2014 | Giải thưởng Seiyū Awards lần thứ 8 cho Nữ diễn viên phụ xuất sắc nhất    | Đoạt giải |
| 2021 | Giải thưởng Seiyū Awards lần thứ 15 cho Nữ diễn viên chính xuất sắc nhất | Đoạt giải |